# Fortaleza de San Nicolás
La fortaleza de San Nicolás (en croata: Tvrđava Sv. Nikole) es una fortaleza situada en la ciudad de Šibenik, una de las ciudades croatas más antiguas de las costas orientales del Adriático, en el centro de Dalmacia, Croacia. Se encuentra incluida en la lista de patrimonio de la UNESCO como parte de obras venecianas de defensa de los siglos XV al XVII.

## Historia
En la ciudad de Šibenik hay cuatro fortalezas:
- Fortaleza de San Nicolás (Tvrđava Sv. Nikole)
- Fortaleza de San Miguel (Tvrđava Sv. Mihovila)
- Fortaleza de San Juan (Tvrđava Sv. Ivana)
- Fortaleza de Šubićevac

Solamente la fortaleza de San Nicolás está en el mar, a la entrada del puerto de Šibenik, las otras tres están en tierra firme.
La fortaleza de San Nicolás fue construida en el lateral izquierdo de la entrada del canal de San Antonio, en la isla Ljuljevac. Que está a la entrada del canal de Šibenik a través del faro de la playa de Jadrija. El nombre de la fortaleza de San Nicolás deriva del antiguo monasterio benedictino de San Nicolás, que estaba en la isla, el cual fue demolido para construir la fortaleza. Diseñada y construida por el famoso arquitecto veneciano y constructor Hyeronimus di San Michaela. En el siglo XVI para evitar que los barcos de la armada otomana llegaran al puerto. Armada con 32 cañones. Sin embargo, el aspecto y tamaño imponente de la fortaleza eran una amenaza más grande para el enemigo que los mismos cañones.

## Arquitectura
La fortaleza es uno de los ejemplos más valiosos y mejor conservados de la arquitectura de defensa en Dalmacia. Está hecha de ladrillo porque este material era considerado el más resistente frente a las balas de cañón, mientras que los cimientos son de piedra. Aunque las capacidades de defensa de la fortaleza nunca han sido probadas en operaciones militares, la estructura tuvo éxito en la protección de la ciudad de los ataques enemigos del mar. Durante los siglos de uso, la estructura sirvió a varios ejércitos y ha sufrido una serie de renovaciones, algunas de ellas necesarias debido al desarrollo de las armas. Fue completamente abandonada por los militares en 1979 y ha estado en renovación desde entonces.

## Galería

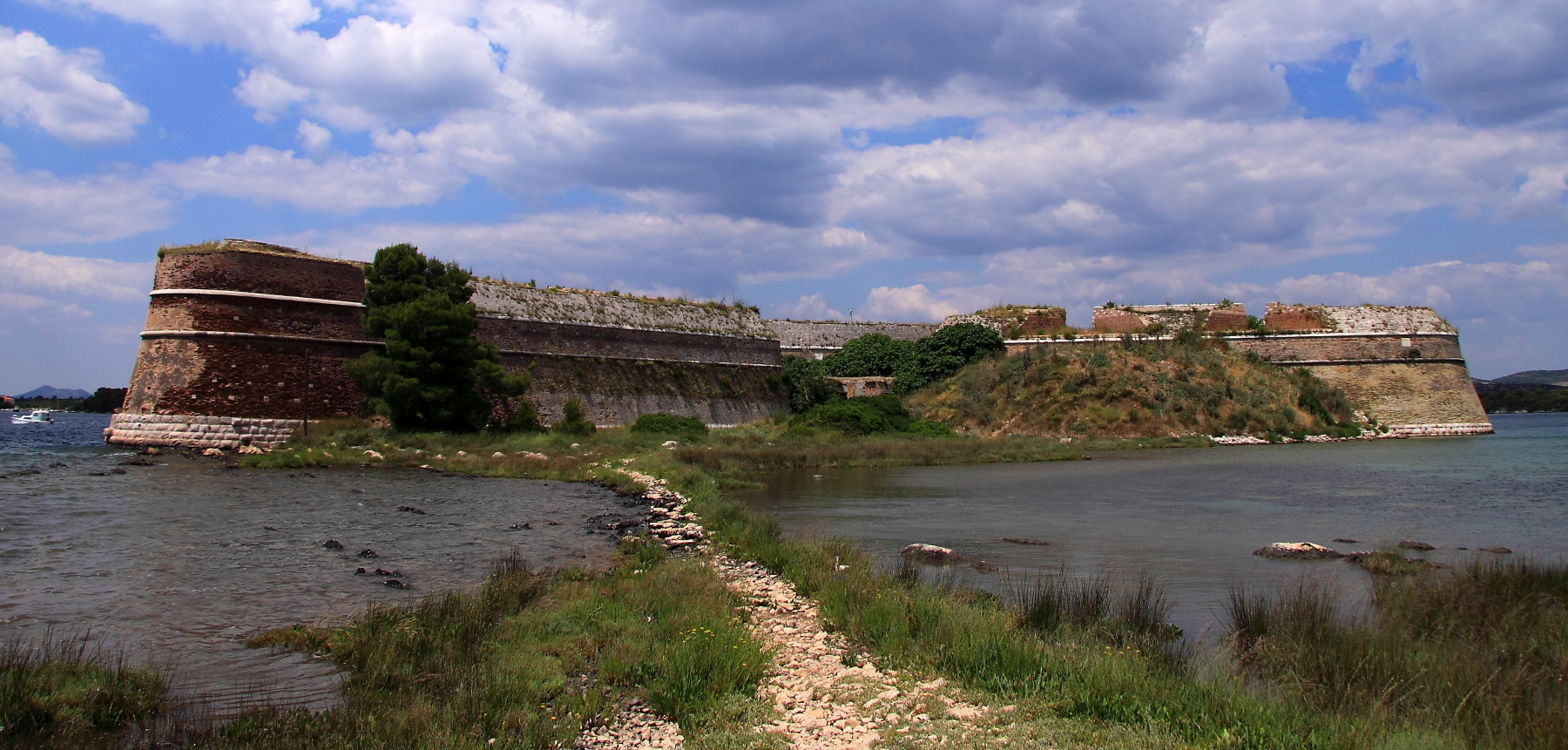
Camino hacia la fortaleza
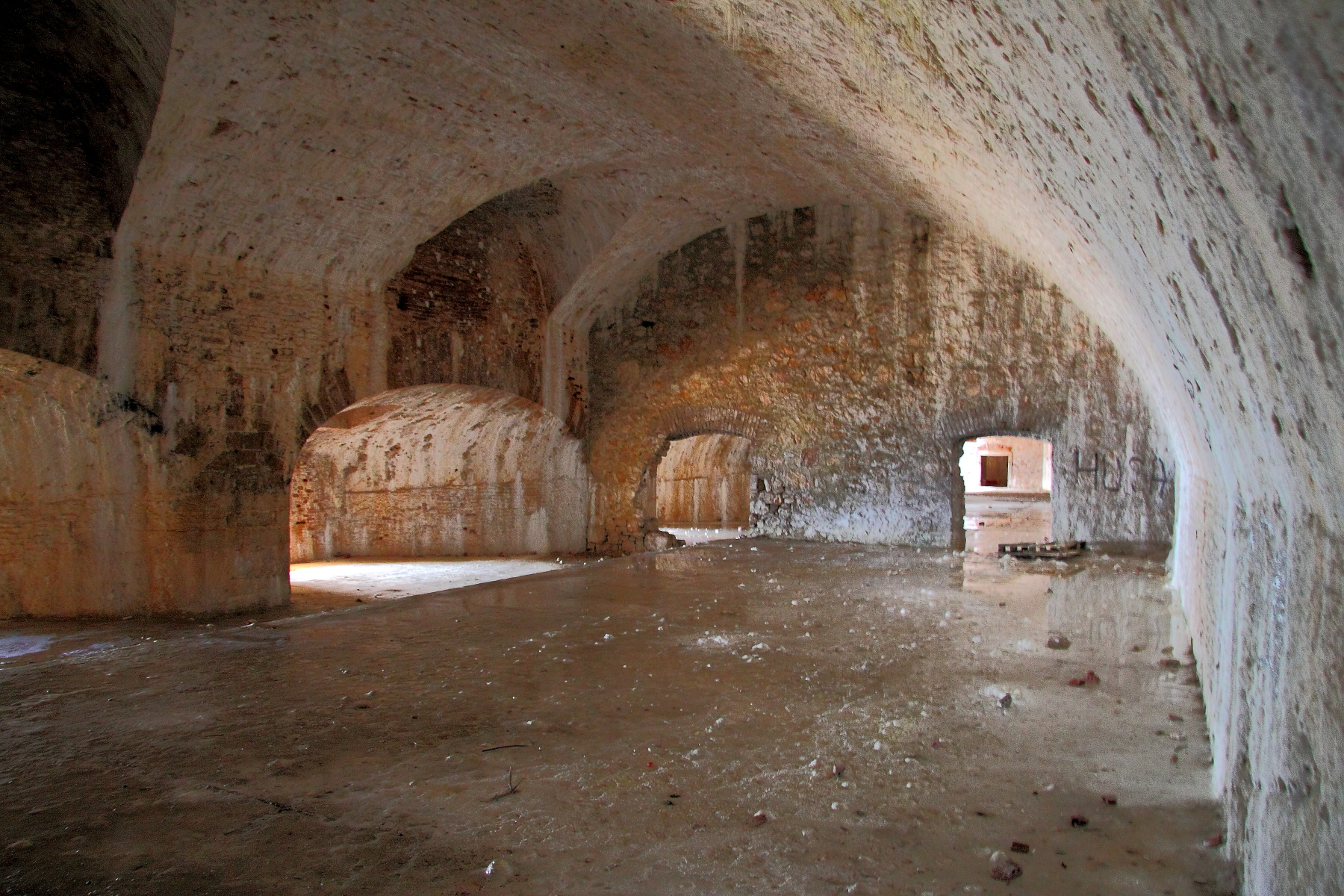
Interior de la fortaleza de San Nicolás
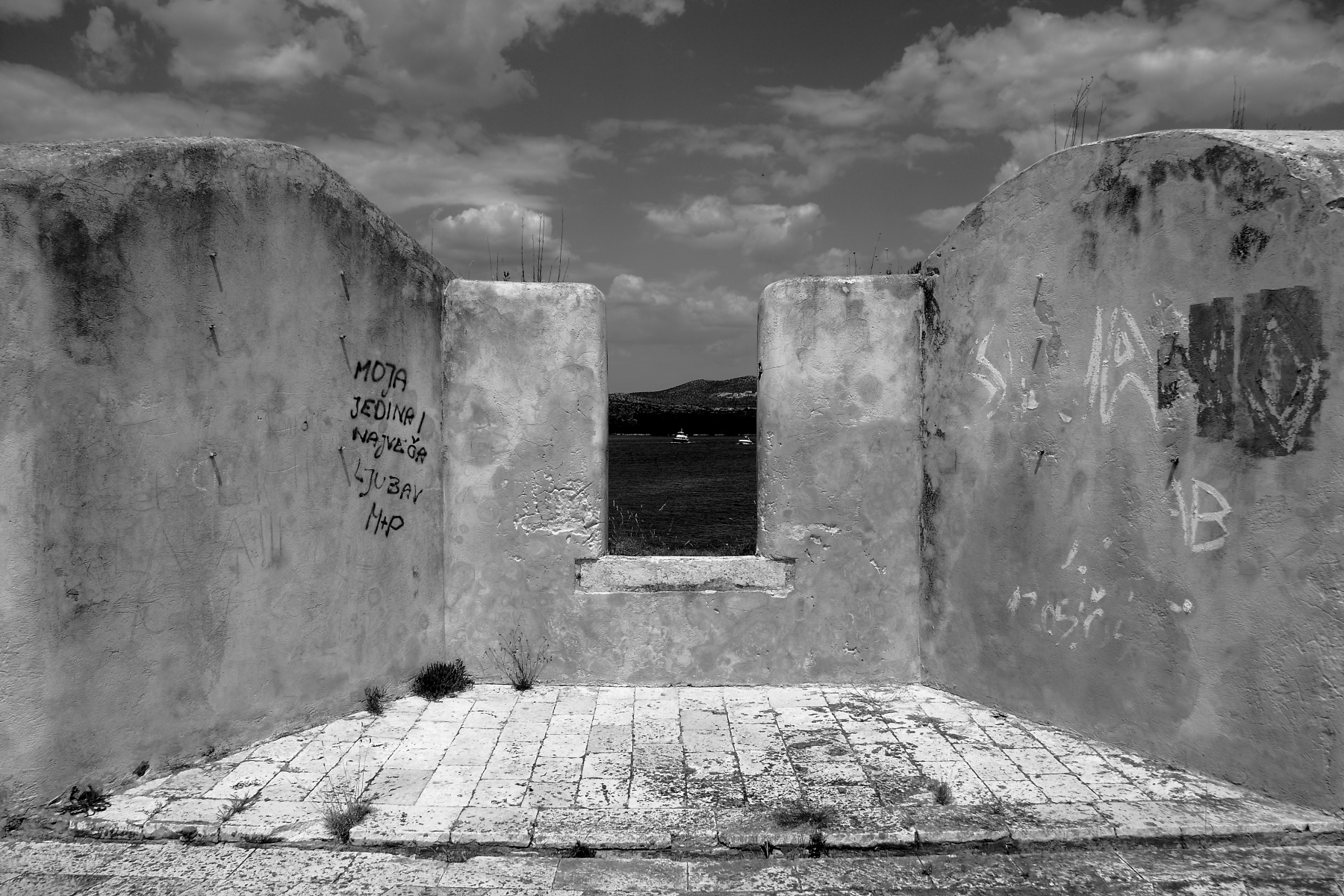
Fortaleza de San Nicolás: estructura superior
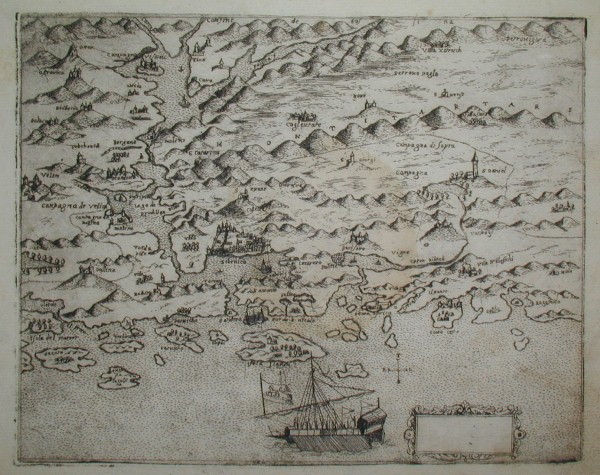
Fortaleza de San Nicolás a la entrada del canal de San Antonio, mapa del siglo XVI